# Club Atlético River Plate 1984
Questa voce raccoglie le informazioni riguardanti il Club Atlético River Plate nelle competizioni ufficiali della stagione 1984.

## Stagione
Altro cambio di formula per il campionato argentino: per il torneo Nacional gli otto gruppi da tre squadre del 1983 si allargano fino a contenere quattro formazioni, sempre però come preliminare per gli ottavi di finale. Il River, con il nuovo tecnico uruguaiano Cubilla, avanza con una certa sicurezza fino alla finale con il Ferro Carril Oeste, che, a sorpresa, avrà la meglio. Il campionato Metropolitano vede la compagine di Núñez terminare al quarto posto.

## Maglie e sponsor
Lo sponsor tecnico per la stagione 1984 è Adidas
| Casa | Trasferta |

## Rosa
| N. |                      | Ruolo | Calciatore          |
| -- | -------------------- | ----- | ------------------- |
|    | Argentina (bandiera) | P     | Carlos Gay          |
|    | Argentina (bandiera) | P     | Sergio Goycochea    |
|    | Argentina (bandiera) | P     | Nery Pumpido        |
|    | Argentina (bandiera) | D     | Jorge Gordillo      |
|    | Argentina (bandiera) | D     | Jorge Borelli       |
|    | Spagna (bandiera)    | D     | Juan Carlos Heredia |
|    | Argentina (bandiera) | D     | José Karabín        |
|    | Argentina (bandiera) | D     | Carlos Russo        |
|    | Argentina (bandiera) | C     | Roque Alfaro        |
|    | Argentina (bandiera) | C     | Héctor Enrique      |
|    | Uruguay (bandiera)   | C     | Enzo Francescoli    |
|    | Argentina (bandiera) | C     | Américo Gallego     |

| N. |                      | Ruolo | Calciatore          |
| -- | -------------------- | ----- | ------------------- |
|    | Argentina (bandiera) | C     | Néstor Gorosito     |
|    | Argentina (bandiera) | C     | Reinaldo Merlo      |
|    | Argentina (bandiera) | C     | Fabio Nigro         |
|    | Argentina (bandiera) | C     | Julio Olarticoechea |
|    | Argentina (bandiera) | C     | Pedro Troglio       |
|    | Argentina (bandiera) | A     | Norberto Alonso     |
|    | Argentina (bandiera) | A     | Néstor De Vicente   |
|    | Argentina (bandiera) | A     | Carlos Daniel Tapia |
|    | Argentina (bandiera) | A     | Edgardo Teglia      |
|    | Argentina (bandiera) | A     | Víctor Trossero     |
|    | Paraguay (bandiera)  | A     | Enrique Villalba    |

## Statistiche

### Statistiche di squadra
| Competizione               | Punti | Totale | Totale | Totale | Totale | Totale | Totale | DR  |
| Competizione               | Punti | G      | V      | N      | P      | Gf     | Gs     | DR  |
| -------------------------- | ----- | ------ | ------ | ------ | ------ | ------ | ------ | --- |
| Campionato - Nacional      | 11    | 6      | 5      | 1      | 0      | 22     | 5      | +17 |
| Campionato - Metropolitano | 43    | 36     | 15     | 13     | 8      | 51     | 38     | +13 |
| Totale                     | -     |        |        |        |        |        |        | -   |